# فريد جبر
فريد جبر (1340 - 1414 هـ / 1921 - 1993 م) هو مفكر وباحث لبناني.
حصل على الدكتوراه من جامعة السوربون عام 1955 م، وقام بالتدريس في جامعات عربية وأجنبية. تم ترسيمه رئيسا على الآباء اللعازاريين في لبنان.

## آثاره
كان له اهتمام بفكر الغزالي، فصنف عنه عدة كتب منها «مفهوم اليقين عند الغزالي» و«مفهوم المعرفة عند الغزالي» ثم «منهج الغزالي».
وله غير ذلك:
- تاسوعات أفلوطين - نقلها إلى العربية من الأصل اليوناني.
- مذكرات المرشال مونتغمري: فيكونت العلمين (ترجمة).
- فلسفة الفكر الديني بين الإسلام والمسيحية - لويس غردية، جورج قنواني (ترجمة بالاشتراك مع صبحي الصالح).
- النص الكامل لمنطق أرسطو: المجموعة الكاملة (تحقيق)؛ مراجعة جيرار جهامي، رفيق العجم. تحوي: المقولات، العبارة، القياس، البرهان الجدل، المغالطة.[1]